# 10129 Фоле
10129 Фоле (10129 Fole) — астероїд головного поясу, відкритий 19 березня 1993 року.
Тіссеранів параметр щодо Юпітера — 3,688.